# Eretmocerus warrae
Eretmocerus warrae är en stekelart som beskrevs av Naumann och Schmidt 2000. Eretmocerus warrae ingår i släktet Eretmocerus och familjen växtlussteklar. Inga underarter finns listade i Catalogue of Life.